# Эллинотамий
Эллинотамий, также эллинотам (др.-греч. Ἑλληνοταμίος, дословно — «казначей греков») — представитель финансовой коллегии из десяти человек, которая заведовала казной Первого Афинского морского союза в 478—404 годах до н. э. Первоначально эллинотамии являлись распорядителями и сборщиками налога фороса, который платили ряд древнегреческих полисов. Эти деньги должны были идти на войну с персами. Впоследствии общесоюзную казну перенесли из Делоса в Афины. Афиняне стали воспринимать форос частью городской казны. Расходование этих средств стало регулировать афинское Народное собрание. По его решению эллинотамии выплачивали деньги стратегам на содержание армии, различным магистратам на другие нужды. С прекращением существования Первого Афинского морского союза в 404 году до н. э. должность эллинотамиев упразднили.

## Возникновение магистратуры
Появление магистратуры эллинотамиев связано с возникновением Первого Афинского морского союза или Делосской лиги в 478 году до н. э. Первоначальной целью создания новой симмахии было продолжение войны против персов. Задачами Лиги были опустошение персидских владений и освобождение греков, которые всё ещё находились под их властью. Полисы могли поставлять в союзную армию корабли, солдат, либо платить ежегодный взнос форос. Сильные города предпочитали пополнять союзную армию кораблями и солдатами, слабые — платить деньги. За это они получали афинский протекторат.
Деньги фороса шли в специальную казну, которая первоначально находилась на священном острове Делос. Ими распоряжались казначеи-эллинотамии, которые одновременно являлись сборщиками налога. На первоначальном этапе эллинотамии, хоть и были афинянами, избирались синодом Лиги. Возможно, речь шла лишь о формальном утверждении десяти афинян в должности эллинотамиев. В научной литературе существует мнение, что эту должность могли занимать и неафиняне. Фукидид описал появление магистратуры следующим образом: «афиняне впервые учредили должность эллинотамиев, которые и принимали форос — так были названы денежные взносы союзников. Первоначальный форос был определён в четыреста шестьдесят талантов: казнохранилищем служил Делос; и союзные собрания происходили в тамошней святыне».

## Эллинотамии после переноса союзной казны из Делоса в Афины
В 454 году до н. э. союзную казну перенесли из Делоса в Афины. Это событие стало переломным в истории Делосской лиги. Из военного союза симмахии она превратилась в Афинскую морскую державу. Входящие в её состав города платили дань метрополии. Официальным поводом переноса казны стало поражение Египетской экспедиции и опасение, что Делос смогут захватить персы. Данное решение было негативно воспринято членами союза. Афиняне стали тратить форос по своему усмотрению, а не исключительно на военные нужды по обеспечению безопасности греческих полисов. В частности на эти деньги были построены Парфенон, Пропилеи и другие известные сооружения на Акрополе. Также была изменена система назначения эллинотамиев, которые отвечали за казну своим имуществом. Их стали выбирать на Народном собрании Афин из числа самых богатых граждан пентакосимедимнов без участия союзных полисов. Плутарх передаёт слова Перикла: «Афиняне не обязаны отдавать союзникам отчёт в деньгах, потому что они ведут войну в защиту их и сдерживают варваров, тогда как союзники не поставляют ничего — ни коня, ни корабля, ни гоплита, а только платят деньги; а деньги принадлежат не тому, кто их даёт, а тому, кто получает, если он доставляет то, за что получает».
После этого афиняне стали воспринимать форос частью городской казны, расходование средств которой регулировалось Народным собранием. Наряду с эллинотамиями в Афинах существовали колакреты, аподекты и другие магистраты, которые собирали налоги и контролировали расходование средств. По решению Народного собрания эллинотамии выплачивали деньги стратегам, либо направляли их на строительные программы, городские выплаты и даже проведение общегородских праздников. С этим связано ужесточение контроля над деятельностью эллинотамиев. В промежуток между 450 и 440-ми годами до н. э. коллегию эллинотамиев обвинили в хищении. Девять из десяти магистратов казнили. Десятый эллинотамий остался в живых только потому, что «его не успели казнить». Вскоре обстоятельства дела прояснились и стало понятно, что обвинения в хищении были несправедливыми. Информация о «процессе эллинотамиев» передана в речи Антифонта «Об убийстве Герода». Согласно декрету Клиния 430-х годов эллинотамиев обязали пересчитывать форос, давать отчёты Народному собранию о количестве поступивших денег и городах-должниках. Во время кратковременного олигархического переворота Четырёхсот 411 года до н. э. эллинотамиев ввели в состав Совета, который руководил Афинами.
Сумму фороса с союзных городов стали повышать, в том числе и для того, чтобы решить внутренние финансовые проблемы. При Перикле его постепенно увеличили с 460 до 600 талантов. С именем политика-демагога Клеона, который занимал должность эллинотамия в 427—426 годах до н. э., связывают декрет Фудиппа по увеличению дани. После поражения в Сицилийской экспедиции афиняне даже заменили фиксированные выплаты с подвластных городов налогом в 5 % от стоимости всех товаров, которые те перевозят на кораблях. Таким образом форос, которым распоряжались эллинотамии, был повышен до 1300 талантов.
После поражения Афин в Пелопоннесской войне против Спарты в 404 году до н. э. и прекращения существования Делосской Лиги должность эллинотамиев была упразднена.